# 8 (cali≠gariのアルバム)
『8』（はち）は2003年3月5日に発売された日本のバンド、cali≠gariのメジャー2ndアルバム。

## 解説
- ジャケットイラストはTシャツ。
- 石井秀仁作曲が大半を占め、過去の作品に比べ、よりニュー・ウェーブ色の強い作品となった。他方インディーズ期に顕著であったグロテスク・シュールなユーモアは大きく後退、非常にシリアスな世界観を構築している。
- 無国籍風で癖の強い作風に合わせるように、プロデュースにムーンライダーズの鈴木慶一を迎えている。
- シングル「舌先3分サイズ」「青春狂騒曲」のアルバムVerが収録。
- 桜井青江は、このアルバムの売り上げが伸びず色々と苦労があったと、後に発売されたアルバム『カリ≠ガリの世界』で語った。

## 収録曲
1. その行方　徒に想う…
（作詞・作曲:石井秀仁）
2. ヒズンダ！ヒズンダ！
（作詞・作曲:石井秀仁）
3. 舌先3分サイズ 〜ver.1.5〜
（作詞・作曲:石井秀仁）
4. 虜ローラー
（作詞・作曲:石井秀仁）
5. 昏睡波動〜コーマウェイブ〜
（作詞:石井秀仁　作曲:村井研次郎）
6. 白い黒
（作詞:桜井青　作曲:武井誠）
7. 読心
（作詞:石井秀仁　作曲:村井研次郎）
8. ダ・ダン・ディ・ダン・ダン
（作詞・作曲:石井秀仁）
9. パイロットフィッシュ
（作詞・作曲:桜井青）
10. 新宿ヱレキテル
（作詞・作曲:桜井青）
11. 破れた電報
（作詞・作曲:桜井青）
12. 青春狂想曲 〜青雲立志編〜
（作詞・作曲:桜井青）

## 期間限定・配信販売曲
1. 君と僕〜風雲立志編〜
（作詞・作曲:桜井青）
2. 青春狂騒曲〜ATT'S PARTY GIRL REMIX〜
（作詞・作曲:桜井青 編曲:石井秀仁）

## メンバー
- 石井秀仁（ボーカル、ギター）
- 桜井青（ギター、ボーカル）
- 村井研次郎（ベース、コーラス）
- 武井誠（ドラム、コーラス）